# Epacrophis drewesi
Epacrophis drewesi är en kräldjursart som beskrevs av  Van Stanley Bartholomew Wallach 1996. Epacrophis drewesi ingår i släktet Epacrophis och familjen äkta blindormar. Inga underarter finns listade i Catalogue of Life.